# Akadémiai Kézikönyvek
Az Akadémiai Kézikönyvek egy magyar nyelvű enciklopédikus kézikönyv-sorozat. Az Akadémiai Kiadó gondozásában Budapesten a 2000-es években megjelent kötetek a következők voltak:
- Dövényi Zoltán: A Kárpát-medence földrajza
- Boros Gábor – Borbély Gábor: Filozófia
- Gerőcs László – Vancsó Ödön: Matematika
- Holics László – Gnädig Péter – Tasnádi Péter: Fizika
- Náray-Szabó Gábor: Kémia
- Gintli Tibor: Magyar irodalom
- Kiefer Ferenc: Magyar nyelv
- Romsics Ignác: Magyarország története
- Tóth József: Világföldrajz
- Pál József: Világirodalom
- Salamon Konrád: Világtörténet
- Szatmári Zoltán: Sport, életmód, egészség